# 小行星9794
小行星9794（英語：9794）是一颗围绕太阳公转的小行星。1996年3月25日，北京天文台施密特CCD小行星计划在兴隆发现了此天体。
这颗小行星的绝对星等为119.09049等。